# Deinopis tabida
Deinopis tabida är en spindelart som beskrevs av Ludwig Carl Christian Koch 1879. Deinopis tabida ingår i släktet Deinopis och familjen Deinopidae.
Artens utbredningsområde är Queensland. Inga underarter finns listade i Catalogue of Life.